# NGC 802
NGC 802 ist eine linsenförmige Zwerggalaxie vom Hubble-Typ SB0/a im Sternbild Kleine Wasserschlange am Südsternhimmel. Sie ist etwa 59 Millionen Lichtjahre von der Milchstraße entfernt und hat einen Durchmesser von etwa 15.000 Lichtjahren. 

Im selben Himmelsareal befindet sich u. a. die Galaxie NGC 813.
Das Objekt wurde am 2. November 1834 von dem britischen Astronomen John Herschel entdeckt.